# 로버트 폭스워스
로버트 폭스워스(Robert Foxworth, 1941년 11월 1일 ~ )는 미국의 배우이다.

## 출연 작품
- 트랜스포머: 사라진 시대 (2014)
- 트랜스포머: 더 라이드 - 3D (2011)
- 트랜스포머 3 (2011)
- 트랜스포머: 패자의 역습 (2009)
- 트랜스포머 (2007)
- 월드 트레져 : 솔로몬의 보물을 찾아서 (2006)
- 시리아나 (2005)
- 퀸즈 슈프림 (2003)
- 저스티스 리그 (2001)
- 자연의 신비 (2000)
- Law & Order : 성범죄전담반 1 (1999)
- 러브 앤 글로리 (1993)
- 2000 말리부 로드 (1992)
- 화산의 신비 (1991)
- 법과 질서 (1990)
- KGB의 망명 (1990)
- 아프리카의 열풍 (1990)
- 야망의 계절 (1989)
- 형사 콜롬보 - 장군의 불륜 (1989)
- 세인트 헬렌 화산 폭발! (1980)
- 블랙 마블 (1980)
- 사랑의 총구 (1980)
- 프라퍼시 (1979)
- 데스 문 (1978)
- 오멘 2 (1978)
- 에어포트 77 (1977)
- 프랑켄슈타인 (1973)
- 샌프란시스코 수사반 (1972)
- FBI(영어판) (1965)